# Strmca (gmina Bloke)
Strmca – wieś w Słowenii, w gminie Bloke. W 2018 roku liczyła 26 mieszkańców.